# Mohinder
I Mohinder sono stati una band hardcore punk/emo degli anni novanta. Nonostante la loro carriera duri solo due anni, sono considerati uno dei più importanti gruppi della scena punk californiana, aiutando a definire il genere che ora viene definito "screamo". Le canzoni dei Mohinder sono solitamente di breve durata, caratterizzate dall'essere molto intense e caotiche.
Formatesi nel 1993, hanno pubblicato 7 EP fino allo scioglimento del gruppo datato 1994. Successivamente, il materiale è stato riunito per la pubblicazione dell'album Everything.
I membri della band hanno poi intrapreso strade personali, collaborando con altri gruppi.

## Discografia

### Singoli 7"
- 1994 - To Satisfy (Unleaded)
- 1994 - Mohinder / Nitwits (split) (Unleaded)
- 1994 - Mission (Gravity Records)

### Compilation
- 1995 - Farmhouse Records (Farmhouse Records)
- 1995 - How Lovely Nowhere Is (Nothing Everything)

### Album studio
- 2001 - Everything (Gold Standard Laboratories)